# دونگه ولاسه
دونگه ولاسه (به صربی: Donje Vlase) یک منطقهٔ مسکونی در صربستان است که در نیش واقع شده‌است.